# Dejan Dabović
Dejan Dabović (Herceg Novi, 3 augustus 1944 – 6 december 2020) was een Joegoslavisch waterpolospeler.
Dejan Dabović nam als waterpoloër tweemaal deel aan de Olympische Spelen van 1968 en 1972. Hij eindigde met het Joegoslavisch team op de eerste en vijfde plaats.
In de competitie kwam Dabović uit voor Partizan, Belgrado.
Ozren Bonačić · 
Dejan Dabović · 
Zdravko Hebel · 
Zoran Janković · 
Ronald Lopatni · 
Uroš Marović · 
Đorđe Perišić · 
Miroslav Poljak · 
Mirko Sandić · 
Karlo Stipanić · 
Ivo Trumbić
Dušan Antunović · 
Siniša Belamarić · 
Ozren Bonačić · 
Dejan Dabović · 
Zoran Kačić · 
Boško Lozica · 
Predrag Manojlović · 
Miloš Marković · 
Uroš Marović · 
Damir Polič · 
Ðuro Savinović